# Turó d'en Torres (Vilanova del Vallès)
El Turó d'en Torres és una muntanya de 170 metres que es troba al municipi de Vilanova del Vallès, a la comarca del Vallès Oriental.